# Les 90 Jours
Pour plus de détails, voir Fiche technique et Distribution.
Les 90 Jours est un film québécois en noir et blanc réalisé par Louis Portugais pour l'Office national du film du Canada sur le thème du syndicalisme, diffusé partiellement à la Télévision de Radio-Canada en 1958, entièrement en 1959.

## Fiche technique
- Réalisation : Louis Portugais
- Scénario : Gérard Pelletier
- Production : Guy Glover, Léonard Forest, Victor Jobin
- Son : Marcel Carrière
- Montage : Marc Beaudet, Gilles Groulx
- Caméra : Georges Dufaux
- Montage sonore : Bernard Bordeleau
- Société de production : Office national du film du Canada (ONF)

## Distribution
- Jean Brousseau : Jean Ruel
- Teddy Burns-Goulet : Le manchot
- Jean Doyon : René Gagnon
- Benoît Girard : Roger Dufault
- Guy L'Écuyer : Albert Métivier
- René Mathieu : Désiré Gagnon
- Nathalie Naubert : Jacquie Dufault
- Béatrice Picard : Laurette Gagnon
- Henri Poulin : Ovila Méthot
- Guy Bélanger
- Roger Florent
- François Lavigne
- Lionel Villeneuve